# Dværgterne
Dværgternen (Sternula albifrons) er verdens mindste terne og findes ynglende i kolonier spredt over Europa, Afrika, Asien og den nordlige del af Australasien. Dværgternen yngler blandt andet på sandstrande eller langs flod- og søbredder.
Arten er cirka 23 centimeter lang og har i sommerdragten sort kalot, hvid pande og gult næb med sort spids.

## Dansk udbredelse
I Danmark er dværgternen en fåtallig ynglefugl, der overvintrer i tropisk Vestafrika. Den ankommer til landet fra slutningen af april og begynder igen at trække sydpå fra slutningen af juli.
Dværgternen er i Danmark truet af blandt andet badeturisme, da den yngler på sandstrande og er følsom overfor forstyrrelser. Bestanden menes at være på omkring 450 par (2013). Størstedelen af de danske ynglefugle findes i vadehavsregionen. Andre kolonier findes f.eks. i det Sydfynske Øhav, på Sprogø, Saltholm og Lolland. Ynglebestanden er vurderet som sårbar på den danske rødliste.